# Cubocephalus pallidus
Cubocephalus pallidus là một loài tò vò trong họ Ichneumonidae.